# Festuca longiauriculata
Festuca longiauriculata là một loài thực vật có hoa trong họ Hòa thảo. Loài này được Fuente, Ortúñez & Ferrero Lom. mô tả khoa học đầu tiên năm 1999.